# Studio Tan
Studio Tan es un álbum del músico y compositor estadounidense Frank Zappa, lanzado por su propio sello discográfico DiscReet Records en septiembre de 1978. Este álbum al igual que Sleep Dirt y Orchestral Favorites fueron editados sin la autorización apropiada de Zappa, por los cuales más tarde demandaría a Warner Bros.

## Lista de canciones
Todas las canciones compuestas por Frank Zappa.

### Cara A
1. "The Adventures of Greggery Peccary" – 20:40

### Cara B
1. "Lemme Take You to the Beach" – 2:44
2. "Revised Music for Guitar and Low-Budget Orchestra" – 7:36
3. "RDNZL" – 8:12 (que, por alguna razón, en la contratapa del LP aparece como "REDUNZL")

## Personal
- Frank Zappa – guitarra, voz, percusión
- George Duke – teclados
- John Berkman – piano
- Michael Zearott – director
- Pamela Goldsmith – viola
- Murray Adler – violín
- Sheldon Sanov – violín
- Jerry Kessler – violonchelo
- Edward Meares – bajo
- Bruce Fowler – trombón
- Don Waldrop – trombón
- Jock Ellis – trombón
- Dana Hughes – trombón
- Earle Dumler – oboe
- JoAnn Caldwell – fagot
- Mike Altschul – flauta
- Graham Young – trompeta
- Jay Daversa – trompeta
- Malcolm McNab – trompeta
- Ray Reed – flauta
- Victor Morosco – saxofón
- John Rotella – instrumento de viento
- Alan Estes – percussion
- Emil Richards – percusión
- Tom Fowler – bajo
- Chester Thompson – batería
- Davey Moire – voz
- Eddie Jobson – teclados, yodel
- Max Bennett – bajo
- Paul Humphrey – batería
- Don Brewer – bongos
- James "Bird Legs" Youmans – bajo
- Ruth Underwood – percusión, sintetizador

## Posición en listas
Álbum - Billboard (Estados Unidos)
| Año  | Lista      | Posición |
| ---- | ---------- | -------- |
| 1978 | Pop Albums | 147      |